# Caroline Brouwer
Caroline Brouwer (Enschede, 13 octobre 1970) est une productrice de radio néerlandaise . Depuis septembre 2015, elle réalise l'émission One Night Stenders avec Rob Stenders et Fred Siebelink et depuis janvier 2016, elle réalise l'émission Stenders Platenbonanza sur NPO Radio 2 avec Stenders .

## Biographie
Brouwer a commencé sa carrière radiophonique sur KX Radio en 2012 avec l'émission Vrouwen Met Knoppen. Avant cela, elle travaillait comme responsable marketing international chez Polaroid Corporation et Pon Holdings .
De 2004 à 2015, Brouwer a usé son temps pour la  3FM Serious Request . En 2018, elle a créé la Collectebonanza pour la semaine de collecte KWF sur NPO Radio 2, dans laquelle la radio était produite 24 heures par jour depuis la maison de Rob Stenders. Ce concept a été adopté par NPO Radio 2 en 2019. Lors de la  Collectebonanza en 2019, Brouwer a lancé le NPO Radio 2 Popquiz, dont une deuxième édition a vu le jour pendant la crise du coronavirus. Pendant cette cruse, elle a également lancé le premier festival en ligne de NPO Radio 2, où 12 scènes ont été mises en place et filmées sur  YouTube.
Le 27 octobre 2020, elle a reçu le RadioFreak Award Best Sidekick 2020 .  En janvier 2021, Brouwer a participé à De Slimste Mens . Elle a atteint les quarts de finale de ce programme télévisé.

## Sources et références
- (nl) Cet article est partiellement ou en totalité issu de l’article de Wikipédia en néerlandais intitulé « Caroline Brouwer » (voir la liste des auteurs).

1. ↑  (nl) « article sur le démarrage de Rob Stenders et Caroline Brouwer », sur blendle.com
2. ↑  (nl) « NPO Radio 2 - 100 uur voor KWF », sur www.nporadio2.nl (consulté le 21 janvier 2021)
3. ↑  (nl) « Speel jij mee met de NPO Radio 2 Popquiz? », sur www.nporadio2.nl (consulté le 21 janvier 2021)
4. ↑  (nl) « NPO Radio 2 wil met Online Festival positief signaal afgeven - wel.nl », sur Welingelichte Kringen (consulté le 21 janvier 2021)
5. ↑  (nl) Freek, « Caroline Brouwer pakt RadioFreak Award voor Beste Sidekick », sur RadioFreak.nl, 27 octobre 2020 (consulté le 21 janvier 2021)